# Información de salud en la Wikipedia
Como parte de una enciclopedia, la Información de salud en la Wikipedia ha servido desde finales de la primera década del siglo XXI como una fuente de popularización de la ciencia para los legos y en muchos casos, para los profesionales de la salud. 
El acceso a esta información se realiza a través de los motores de búsqueda, que ofrecen enlaces a los artículos de la Wikipedia relacionados con la salud. Existen  evaluaciones independientes sobre: el número y características demográficas de las personas que buscan información de salud en la Wikipedia, sobre el alcance de la información sanitaria, y también sobre la calidad de la información que contienen.
Cuando se estimaron en 2014, había alrededor de 25 000 artículos sobre temas relacionados con la salud, en la Wikipedia en inglés. 
La suma de todos los artículos sanitarios de las Wikipedias en diferentes idiomas, eran entonces de unos 155 000 artículos. 

La cantidad de artículos hizo de Wikipedia, uno de los recursos de salud más consultados en el mundo desde 2014.  
Su contenido de edición abierta, brinda la oportunidad de agregar rápidamente  información de alto valor  basada en evidencia y tener un papel activo en la mejora de la información de cuidados de salud.

## Estudios académicos
Desde que los editores en inglés, formaron un grupo para coordinar el contenido biomédico de la enciclopedia en 2004, se han realizado numerosos estudios e investigaciones sobre la Información de salud en la Wikipedia.

Se han establecido categorías básicas para agrupar esos estudios e investigaciones: los que sitúan a Wikipedia como un recurso de información de salud; las evaluaciones de la calidad de Wikipedia, los de utilidad de Wikipedia en educación y los  estudios que muestran una utilidad de Wikipedia en investigación.

### Precisión y utilidad de los contenidos
Un estudio de 2007 examinó una muestra de las páginas de la Wikipedia en inglés sobre los procedimientos quirúrgicos realizados con mayor frecuencia en los Estados Unidos, y se encontró que el 85,7% de ellos eran apropiados para los pacientes y que tenían "un nivel de validez interna remarcablemente alto". Sin embargo, el mismo estudio también expresó su preocupación por la integridad de la Wikipedia, y señaló que solamente el 62,9% de los artículos examinados estaban libres de "omisiones críticas".
Un estudio de 2008 informó que la información sobre medicamentos en la Wikipedia en inglés "tiene un alcance más limitado, es menos completa, y tiene más errores de omisión" comparada con la información de la base de datos en línea tradicionalmente editada de Medscape Drug Reference.
Una evaluación de 2011 de 50 artículos médicos sobre la Wikipedia en inglés, encontró que el 56% de las referencias citadas en estas páginas se podría considerar de buena reputación, y que cada entrada contiene 29 fuentes acreditadas de media.
Un estudio de 2011 examinó las páginas de la Wikipedia en inglés, sobre cinco estatinas y llegó a la conclusión de que estas páginas no contienen información incorrecta o engañosa, pero que a menudo faltaba información sobre las interacciones entre medicamentos y contraindicaciones para su uso.
Otro estudio de 2011, examinando los artículos de la Wikipedia en inglés sobre los 20 fármacos más recetados encontró que siete de esos artículos no tenían ninguna referencia, y concluyó que la "Wikipedia no proporciona una información, referida a la medicación, consistentemente precisa y completa".
Una evaluación de los artículos de la Wikipedia en inglés en 2012 sobre los suplementos dietéticos encontró que los artículos de la Wikipedia en inglés fueron "con frecuencia incompletos, de calidad variable, y, a veces incompatibles con fuentes fiables de información sobre estos productos".
Una revisión de 2013 de los contenidos de nefrología en la Wikipedia en inglés encontró que era "un recurso médico completo y bastante fiable para pacientes de nefrología que se escriben en un nivel de lectura universitaria". 
Una revisión de 2013 de alcance publicado en Journal of Medical Internet Research ( J Med Internet Res) resume la evidencia existente sobre el uso de wikis, la Wikipedia y otras aplicaciones de escritura en colaboración en el cuidado de la salud y se encontró que las publicaciones de investigación disponibles eran informes de observaciones en lugar de los estudios de investigación primaria que serían necesarios para iniciar la extracción de conclusiones.
Un estudio de 2014 que examinó 97 artículos de la Wikipedia en inglés sobre medicina alternativa encontró que el 4% se podían considerar "artículos buenos (Wp:AB)", pero el resto tendían a ser significativamente más cortos que los artículos sobre las terapias convencionales.
En mayo de 2014, The Journal of the American Osteopathic Association (la Revista de la Asociación Americana de Osteopatía) publicó un artículo en el que llegaron a la conclusión de que "La mayoría de los artículos de la Wikipedia por las 10 condiciones más costosas en los Estados Unidos contienen errores en comparación con las fuentes estándar revisadas por pares".  A raíz de este documento, muchos otros medios de comunicación informaron que los lectores no deben confiar en la Wikipedia para obtener información médica. Contribuyentes de artículos sobre la salud de la Wikipedia en inglés criticaron este estudio.
Un estudio de 2014 encontró que cuando la FDA emite nuevas advertencias de seguridad sobre los fármacos, en el 41% de los casos revisados de artículos de la Wikipedia en inglés sobre estos fármacos se actualiza para dar la nueva información de seguridad en unas dos semanas. Otro 23% de los artículos de medicamentos de la Wikipedia actualiza para dar esta información dentro de una media de alrededor de 40 días, pero el 36% de los artículos no se actualizan con esta información dentro de un año.
Una comparación de 2014 entre la información de fármacos seleccionados de libros de texto de farmacología y la información correspondiente sobre las wikipedias en idioma inglés y en alemán encontró que la información de medicamentos en la Wikipedia cubre la mayor parte de lo que es esencial para los estudios de farmacología de grado y que es exacta.
Un estudio publicado en enero de 2021, en el J Med Internet Res. en el que valoraba  la información sobre la enfermedad hepática en la enciclopedia Baidu y Wikipedia, concluyó que : la calidad de los artículos y la confiabilidad del contenido de investigación sobre enfermedades hepáticas en Wikipedia son mejores que las de las entradas en la enciclopedia Baidu. Sin embargo, la calidad de las opciones de tratamiento proporcionadas tanto en Wikipedia como en la Enciclopedia Baidu no es satisfactoria. Wikipedia se actualiza con más frecuencia que la Enciclopedia Baidu, lo que garantiza que la información presentada tenga los resultados de las investigaciones más recientes. Los hallazgos de nuestro estudio sugieren que para encontrar información de salud precisa, es importante buscar la ayuda de profesionales médicos en lugar de buscar una receta en medio de la información confusa proporcionada en Internet.

### Legibilidad
La legibilidad de los artículos de la Wikipedia para la epilepsia y la enfermedad de Parkinson fue criticada y se encontró que era difícil de leer. Otro estudio encontró que la información de la Wikipedia sobre enfermedades neurológicas era significativamente más difícil de leer que la información de los folletos por los pacientes del Academia Americana de Neurología, la página web de la Clínica Mayo, o MedlinePlus.  Otro estudio de 2015, este escrito por Samy Azer, informó que la Wikipedia no debe utilizarse por los estudiantes de neumología para aprender sobre los conceptos relacionados con la especialidad. Otro estudio realizado por Azer en 2015 encontró que las entradas de Wikipedia sobre las enfermedades cardiovasculares "no estaban dirigidas a una audiencia médica" y eran principalmente inexactos debido a los errores de omisión.
Un estudio de 2016 encontró que la información de la Wikipedia sobre diagnósticos comunes de medicina interna era escrita en un nivel de grado más alto que cualquiera de los otros cuatro lugares estudiados (NIH, WebMD, Clínica Mayo, y sitios web de "diagnóstico específico" ).  Por el contrario, otro estudio publicado el mismo año encontró que los estudiantes de medicina de lectura cerca de tres enfermedades no estudiados en AccessMedicine y la Wikipedia experimentaron menos esfuerzo mental que hizo a los lectores de las mismas enfermedades en UpToDate.

### Otros puntos de vista
Jimmy Wales, cofundador de Wikipedia, dijo que la falta de información sobre la salud aumenta las muertes prevenibles en los mercados emergentes y que la información de salud de Wikipedia puede mejorar la salud de la comunidad. Wales presentó el proyecto Wikipedia Zero como un canal para la entrega de información de salud en los lugares donde la gente tiene dificultades para acceder a la información en línea.
Como resultado del interés del público por el  brote de Ébola en África del oeste de 2014, la Wikipedia se convirtió en una fuente popular de información sobre el Ébola. Los médicos que eran colaboradores de Wikipedia destacaron la calidad y utilidad de la Wikipedia.

## Extensión del uso
En los Estados Unidos la mayoría de las personas utilizaban Internet como fuente de información de temas de salud en 2009.
Un estudio de 2013 sugirió que el 22% de las  búsquedas "en línea" en temas de cuidados de salud, dirigen a los usuarios a Wikipedia.
La Wikipedia fue descrita en 2014 como "la fuente única principal" de información sanitaria para los pacientes y los profesionales de la salud. Un estudio de un grupo particular de estudiantes de veterinaria encontró que la mayoría de estos estudiantes buscaba y encontraba la información médica en la Wikipedia.  En julio de 2014, el contenido médico de Wikipedia en todos los idiomas se vio con más frecuencia que cualquier otro sitio web de atención médica popular, incluidos NIH, WebMD, Mayo Clinic, NHS, OMS y UpToDate.

Algunos médicos han descrito el uso de Wikipedia como un "secreto culpable".
La información de salud de la Wikipedia ha sido descrita como "transformadora del aprendizaje de la medicina de nuestros próximos médicos". Varios comentaristas en educación para la salud han dicho en 2013 en la British Medical Journal que la Wikipedia es muy popular entre los estudiantes de medicina.
A raíz de la pandemia de SARS-CoV-2, se publicó en 2021 un estudio que trataba de evaluar el interés público basado en los artículos médicos más visitados de Wikipedia durante el brote de SARS-CoV-2, realizando un análisis de tendencias de búsqueda, con resultados: El análisis de la popularidad de los artículos médicos de Wikipedia podría ser un método viable para la vigilancia epidemiológica, ya que proporciona información importante sobre las razones detrás de la atención pública y los factores que mantienen el interés público a largo plazo. Además, los usuarios de Wikipedia pueden potencialmente ser dirigidos a fuentes de información valiosas y creíbles que están vinculadas con los artículos más destacados.

## Naturaleza de los contribuyentes
Un estudio en formato de entrevista de 2014 encontró que aproximadamente la mitad de los editores de contenidos relacionados con la salud en la Wikipedia en inglés son profesionales de la salud, mientras que la otra mitad incluye algunos estudiantes de medicina. Un autor de este estudio, escribió que esto ofrece "garantías sobre la fiabilidad de la web".
El estudio también encontró que la "comunidad central de revisión" (alrededor de 300 personas) vigila de manera activa las ediciones de la mayoría de los artículos relacionados con la salud en inglés de la Wikipedia. El estudio encontró que las personas que contribuyen a estos temas lo hacen por una variedad de razones, incluyendo el deseo de aprender mejor los temas propios, un sentido de responsabilidad y el disfrute en mejorar el acceso de los demás a la información de salud.